# Lycosa quadrimaculata
Lycosa quadrimaculata là một loài nhện trong họ Lycosidae.
Loài này thuộc chi Lycosa. Lycosa quadrimaculata được Hippolyte Lucas miêu tả năm 1858.